# Chlaenius wallacei
Chlaenius wallacei is een keversoort uit de familie van de loopkevers (Carabidae). De wetenschappelijke naam van de soort is voor het eerst geldig gepubliceerd in 1876 door baron Maximilien de Chaudoir. Hij noemde de soort naar de heer Wallace die ze ontdekte in Makassar op Celebes.